# Le Pacte Holcroft
Le Pacte Holcroft (The Holcroft Covenant) est un roman d'espionnage de Robert Ludlum paru en 1978 aux États-Unis.
Le roman est traduit et paraît en 1986 en France.
Le livre a fait l'objet d'une adaptation cinématographique en 1985 avec Michael Caine dans le rôle de Noël Holcroft.

## Résumé
Noël Holcroft architecte new-yorkais est contacté dans le courant des années 1970 par la Grande Banque de Genève. Il découvre alors le testament de son père biologique, le conseiller financier du Troisième Reich, Heinrich Clausen.
Clausen et deux autres généraux allemands ont découvert l'horreur des camps de concentration et ont décidé de détourner une partie de l'argent de l'Allemagne nazie pour que leurs enfants s'en servent, trente ans plus tard, pour indemniser les victimes de l'Holocauste.
C'est ainsi qu'Holcroft voyage dans le monde entier pour retrouver les enfants des généraux alliés de son père. Mais d'autres groupes s’intéressent à l'argent qui découle de la signature par les trois héritiers de ce pacte.
Pour mener à bien la mission de son père biologique, Holcroft va devoir affronter un monde de faux semblants où les ennemis et les amis ne sont pas ceux qu'il croit. Recherché par les services anglais, américain et israélien Holcroft fait face à un ennemi encore plus redoutable : le Tinamou, tueur à la réputation internationale et chef de file du projet Sonnenkinder, l'élite des enfants nazis sélectionnés pour fonder le Quatrième Reich.

## Adaptation
- 1985 : Le Pacte Holcroft, film britannique réalisé par John Frankenheimer, d'après le roman éponyme, avec Michael Caine, Victoria Tennant et Anthony Andrews